# Union de gestion azerbaïdjanaise des unités territoriales médicales
L’Union azerbaïdjanaise de gestion des unités médicales territoriales - TABIB (en azerbaïdjanais: Tibbi Ərazi Bölmələrini İdarəetmə Birliyi (TƏBİB)) - est une entité juridique publique relevant de l'Agence d'État pour l'assurance maladie obligatoire. Le président de l'Union azerbaïdjanaise de gestion des unités territoriales médicales est Ramin Bayramli.

## Histoire
Le 20 décembre 2018, le président azerbaïdjanais Ilham Aliyev a signé un décret portant création de l'Union azerbaïdjanaise de gestion des unités médicales territoriales (TƏBIB) relevant de l'Agence nationale d'assurance maladie obligatoire  pour garantir la mise en œuvre d'une assurance médicale obligatoire dans le pays.
Le 18 avril 2019, la liste des établissements médicaux subordonnés à l'Union de gestion azerbaïdjanaise des unités médicales territoriales a été approuvée. 
Depuis 2020, de nombreuses institutions publiques subordonnées au ministère de la Santé d'Azerbaïdjan ont été transférées à l'Union de gestion azerbaïdjanaise des unités médicales territoriales.